# ابوالفتح والاتبار
میرزا ابوالفتح حشمت‌الدوله (والاتبار) (۱۲۵۳ تبریز - ۱۳۳۷) سیاستمدار اهل ایران و وزیر دوران قاجار، استاندار و سناتور دورۀ پهلوی و از درباریان بانفوذ هر دو خاندان سلطنتی قاجار و پهلوی بود. وی از سادات طباطبایی دیبا بود.

## زندگی
پدرش فضل‌الله خان وکیل‌الملک در دربار مظفرالدین میرزا ولی‌عهد، صاحب مقام و مادرش «خاور خانم بهجت‌الدوله»، دختر حاج میرزا محمدعلی، تاجر معروف تبریز بود. از پنج سالگی نزد معلمان خصوصی تحصیل کرد و در ده سالگی به استدعای پدرش از منشیان و محرران ولیعهد شد. پس از آنکه مدتی در دربار مظفرالدین میرزا خدمت کرد با سمت مستوفی اول جزو کارکنان محمدعلی میرزا اعتضادالسلطنه (محمدعلی شاه بعدی) درآمد.
در سال ۱۳۰۸ هجری قمری (۱۲۶۹ یا ۱۲۷۰ خورشیدی) منشی‌باشی ولیعهد شد و سه سال بعد لقب ثقةالدوله گرفت. پس از آن‌که در سال ۱۲۷۵ مظفرالدین میرزا به تخت نشست و محمدعلی میرزا ولی‌عهد شد، میرزا ابوالفتح با لقب وکیل‌الملک رئیس دفتر مخصوص و مهردار محمدعلی میرزا و یکی از محارم و نزدیکان او شد و امور مالی و اداری ولی‌عهد کاملاً زیر نظر او بود.
در سال ۱۲۸۵ که محمدعلی میرزا به سلطنت رسید، میرزا ابوالفتح همراه او به تهران رفت و از درباریان بانفوذ شد. ابتدا درجه امیر تومانی و سپس سرداری گرفت و لقب حشمت‌الدوله نیز به او اعطا شد. در جریان نهضت مشروطه و مبارزه مجلس و محمدعلی شاه، حشمت‌الدوله هوادار مشروطه‌خواهان بود و پس از به توپ بستن مجلس و بازداشت مشروطه‌خواهان، عده زیادی از آنان را از مجازات رهایی داد.
پس از فتح تهران به دست مشروطه‌خواهان در سال ۱۲۸۸ و خلع محمدعلی شاه از سلطنت، تا چند سال از کار کنار گذاشته شد تا اینکه در شهریور ۱۲۹۵ در کابینه وثوق‌الدوله وزیر جنگ شد و نزدیک به نه ماه عضو دولت بود. در سال ۱۲۹۸ در کابینه وثوق‌الدوله مدتی وزیر امورخارجه بود و در دولت بعدی که میرزا حسن خان مشیرالدوله تشکیل داد، وزیر داخله شد و تا آبان ۱۲۹۹ در این سمت بود.
در دوران رضاشاه پهلوی، حشمت‌الدوله که نام خانوادگی والاتبار برگزیده بود از سال ۱۳۰۶ تا ۱۳۰۸ والی کرمان شد. سپس از کار دولتی کناره گرفت و در تبریز به املاک خود رسیدگی می‌کرد تا اینکه پس از کناره‌گیری رضا شاه از سلطنت، وارد خدمت دربار محمدرضا شاه شد.
والاتبار در چهارم اردیبهشت ۱۳۲۸ استاندار آذربایجان و همان سال با تشکیل نخستین دوره مجلس سنا، سناتور انتصابی آذربایجان شد و تا پایان عمر این عنوان را داشت.